# Helen Jacobs
Pour les articles homonymes, voir Hull et Jacobs.
Ne doit pas être confondu avec Helene Jacobs.
Helen Hull Jacobs (6 août 1908 à Globe, Arizona – 2 juin 1997 à East Hampton, New York), plus connue sous le nom d'Helen Jacobs, est une joueuse de tennis américaine de l'entre-deux-guerres, la meilleure de son époque derrière sa compatriote Helen Wills.

## Carrière tennistique

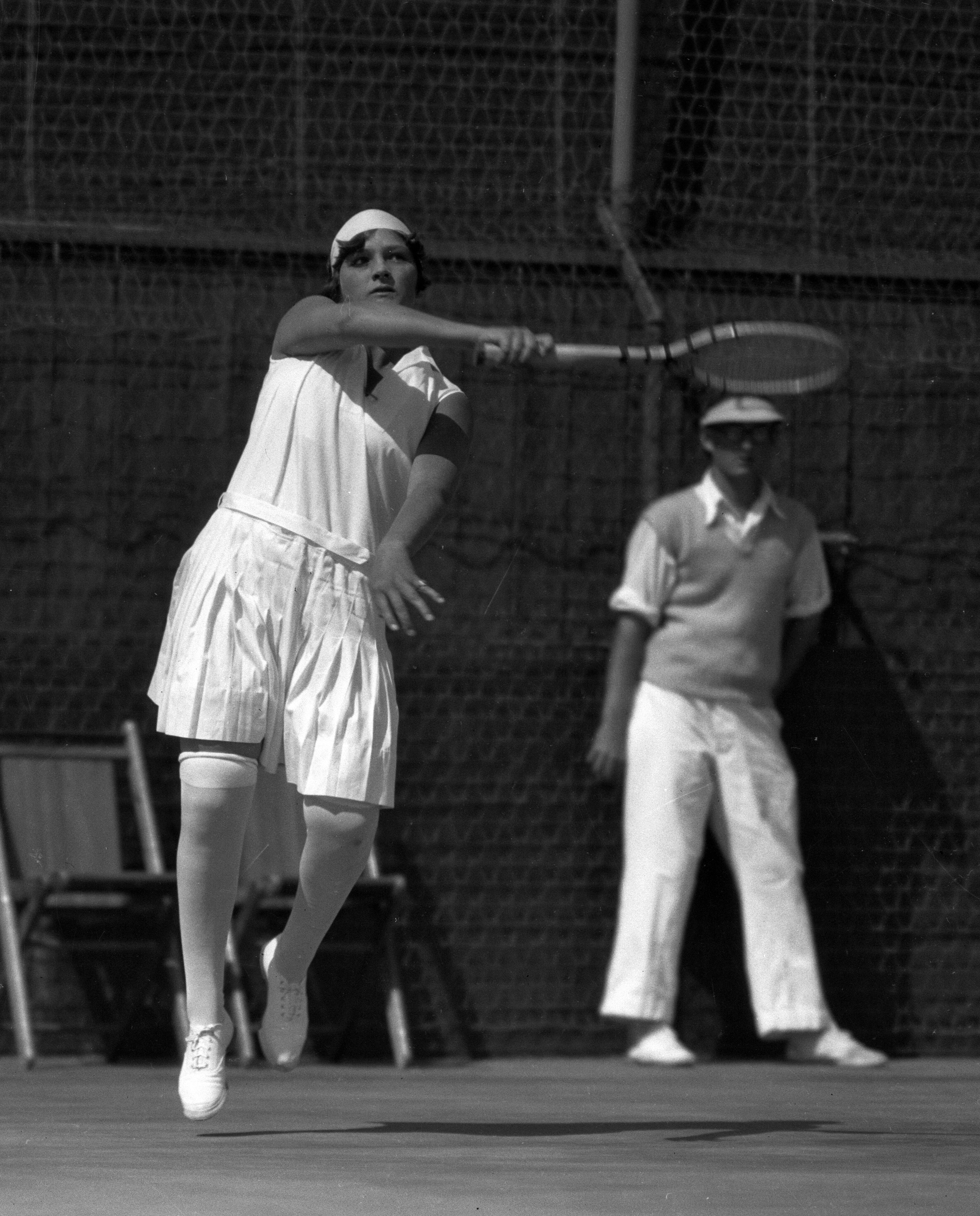
Helen Jacobs, participant à la Coupe Davis de 1928

Helen Jacobs a remporté cinq titres du Grand Chelem en simple, dont quatre consécutifs aux Internationaux des États-Unis (1932-1935).
Elle concède en outre six finales en Grand Chelem contre Helen Wills, sa grande rivale, la battant néanmoins aux Internationaux des États-Unis en 1933.
À l'occasion de Wimbledon en 1933, elle est la première femme à avoir osé porter un short en lieu et place de la traditionnelle jupe.
Pendant sa carrière sportive, elle a rédigé des manuels de tennis et publié une autobiographie en 1936 (Beyond the Game).
Elle est membre du International Tennis Hall of Fame depuis 1962.

## Parcours en Grand Chelem (partiel)
Si l’expression « Grand Chelem » désigne classiquement les quatre tournois les plus importants de l’histoire du tennis, elle n'est utilisée pour la première fois qu'en 1933, et n'acquiert la plénitude de son sens que peu à peu à partir des années 1950.

## Hors des courts
Helen Jacobs a servi comme lieutenant-colonel dans le renseignement de l'US Navy pendant la Seconde Guerre mondiale. Elle est une des premières et rares femmes à avoir jamais occupé un tel poste.
Homosexuelle, elle a longtemps vécu avec Virginia Gurnee.
Elle est décédée en 1997 d'une insuffisance cardiaque, à l'âge de 88 ans.